# Чакайовце
Чакайовце (словац. Čakajovce) — село, громада округу Нітра, Нітранський край. Кадастрова площа громади — 5.78 км².
Населення 1161 особа  (станом на 31 грудня 2019 року).

## Історія
Чакайовце згадується 1251 року.

## Населення
| Рік:            | 1994. | 2004.   | 2014.   | 2024.   |
| --------------- | ----- | ------- | ------- | ------- |
| Кількість осіб: | 1088  | 1069    | 1145    | 1156    |
| Різниця:        |       | -1,74 % | +7,10 % | +0,96 % |

| Рік:            | 2023. | 2024. |
| --------------- | ----- | ----- |
| Кількість осіб: | 1156  | 1156  |
| Різниця:        |       | +0 %  |